# Irina Poltoratskaïa
Irina Igorevna Poltoratskaïa (en russe : Ирина Игоревна Полторацкая), née le 12 mars 1979 à Antratsyt (RSS d'Ukraine), est une ancienne handballeuse russe, évoluant au poste de demi-centre.
Depuis qu'elle est la femme du handballeur russe Timour Dibirov, elle est également connue sous le nom d'Irina Dibirova.

## Biographie
Elle commence sa carrière au Istochnik Rostov avant de rejoindre le Lada Togliatti. En 2003, elle est victime d'une blessure au genou gauche qui la conduit à trois opérations et deux ans d'absence. Elle rejoint malgré tout la « Dream Team » danoise de Slagelse DT en 2004 avec laquelle elle remporte la  Ligue des champions 2005.
En 2006, elle retourne jouer au sein d'un club russe, Zvezda Zvenigorod, avec lequel elle remporte la Ligue des champions en 2008.
Avec l'équipe de Russie, elle a notamment remportée trois Championnats du monde en 2001 (compétition où elle a été élue meilleure demi-centre,) en 2005 et en 2007. Elle fait ainsi partie des 10 joueuses ayant remporté trois couronnes mondiales.

## Palmarès

### Club
Compétitions internationales
- vainqueur de la Ligue des champions (C1) (2) : 2005, 2008
- vainqueur de la Coupe des Coupes (C2) (1) : 2002
- vainqueur de la Coupe de l'EHF (C3) (1) : 2007

Compétitions nationales
- vainqueur du Championnat de Russie (5) : 1998, 2002, 2003, 2004, 2007
- vainqueur du Championnat du Danemark (1) : 2005

### Sélection nationale
Jeux olympiques
- Médaille d'argent aux Jeux olympiques 2008 à Pékin,  Chine

Championnats du monde
- Médaille d'or du Championnat du monde 2001,  Italie
- Médaille d'or du Championnat du monde 2005,  Russie
- Médaille d'or du Championnat du monde 2007,  France

Championnats d'Europe
- 4e place au Championnat d'Europe 2002,  Danemark
- Médaille d'argent du Championnat d'Europe 2006,  Suède
- Médaille de bronze du Championnat d'Europe 2008,  Macédoine

### Distinction personnelle
- Élue meilleure demi-centre du Championnat du monde 2001